# Tonjongsari
Tonjongsari is een bestuurslaag in het regentschap Tasikmalaya van de provincie West-Java, Indonesië. Tonjongsari telt 4332 inwoners (volkstelling 2010).